# Schuldenkennzahl
Als Schuldenkennzahl werden eine Reihe von betriebswirtschaftlichen Kennzahlen bezeichnet, die Indikatoren für die Tragfähigkeit von Schulden bilden.

## Allgemeines
Gläubiger und andere Kreise haben ein Interesse daran, ihr Kreditrisiko beim Schuldner einschätzen zu können. Dazu können betriebswirtschaftliche Kennzahlen dienen, die eigens für die Ermittlung der Schuldentragfähigkeit entwickelt worden sind. Erforderlich ist, dass der Schuldner zur Ermittlung dieser Kennzahlen Transparenz seines Rechnungswesens durch Publizität eines Jahresabschlusses oder Staatshaushalts herstellt.

## Schuldenkennzahlen für Staatsschulden
Durch verschiedene finanzielle Staatskrisen, insbesondere der Schuldenkrise Griechenlands, sind Schuldenkennzahlen für Staatsschulden in den Vordergrund der öffentlichen Diskussion gerückt.

### Staatsschuldenquote
Die Staatsschuldenquote ist eine der wichtigsten volkswirtschaftlichen Kennzahlen und nur im Zusammenhang mit dem Schuldendienstdeckungsgrad aussagefähig. Beide Kennzahlen werden von Banken und Ratingagenturen zur Ermittlung des Ratings von Staaten herangezogen. Die Staatsschuldenquote lässt sich wie folgt ermitteln:
{\displaystyle {\mbox{Staatsschuldenquote}}={\frac {\mbox{interne + externe öffentliche Verschuldung}}{\mbox{Bruttoinlandsprodukt}}}}
Die Kennzahl gibt an, inwieweit die Höhe der Staatsschulden im Vergleich zur Wirtschaftsleistung eines Staats noch tragfähig ist. Bei einem ausgeglichenen Staatshaushalt kann der Staat seinen auf Staatsschulden zu leistenden Schuldendienst (Zinsen und Tilgungen) aus den Haushaltseinnahmen bestreiten und damit zur Verminderung seiner Schulden beitragen. Besteht jedoch ein Haushaltsdefizit, muss er neue Schulden zum Defizitausgleich aufnehmen und trägt damit zur Erhöhung der Staatsschulden bei. In einer konjunkturellen Rezession oder gar während Finanzkrisen (etwa der Finanzkrise ab 2007) ist das Bruttoinlandsprodukt rückläufig, während die Staatsausgaben (wegen zunehmender Arbeitslosigkeit und Sozialleistungen) steigen. Damit erhöht sich zunächst die Staatsschuldenquote alleine durch das geringere Bruttoinlandsprodukt, dann jedoch auch durch steigende Staatsschulden infolge des Haushaltsdefizits.
Bei hoher oder dynamischer Wirtschaftsleistung kann sich ein Staat eine höhere Schuldenlast eher leisten als Staaten, die eher eine unterproportionale Entwicklung des Bruttoinlandsproduktes aufweisen. Liegt die Staatsschuldenquote höher als 60 % des BIP (siehe Maastricht-Kriterien), sind die Staatsschulden unangemessen hoch und verursachen volkswirtschaftliche Risiken, die – bei exzessiven Staatsschuldenquoten – zur Überschuldung von Staaten, zu Rettungsmaßnahmen von Internationalem Währungsfonds, Weltbank und Pariser Club/Londoner Club oder zum Staatsbankrott führen können.

### Schuldendienstdeckungsgrad
Bei Staaten und ihren Gebietskörperschaften als Schuldnern gibt der Schuldendienstdeckungsgrad an, inwieweit die für Kredite aufzubringenden Zinsen und Tilgungen vom Staat durch Bruttoinlandsprodukt oder Exporterlöse gedeckt sind. Er kann als Maß für die Belastbarkeit eines Landes und als Indikator für die Verwundbarkeit bei Änderungen der Terms of Trade interpretiert werden. Der budgetäre Schuldendienst bezieht sich auf die Ausgaben des öffentlichen Gesamthaushalts, während sich der gesamtwirtschaftliche Schuldendienst aus der Gegenüberstellung der Zinsaufwendungen und Tilgungen mit dem Bruttoinlandsprodukt ergibt.
{\displaystyle {\mbox{Schuldendienstdeckungsgrad}}={\frac {\mbox{Zinsaufwendungen + Tilgungszahlungen}}{\mbox{Bruttoinlandsprodukt}}}}
Der Schuldendienst kann stärkeren Veränderungen unterworfen sein, wenn das Volumen kurzfristiger Schulden relativ hoch ist und die meist variablen Schuldzinsen großen Marktschwankungen unterliegen. Kritisch ist die Situation für einen Staat und seine Gebietskörperschaften, wenn der Zins- und Tilgungsdienst 20 % bis 25 % der dauerhaft erzielbaren Exporterlöse (Staat) oder Gesamteinnahmen (Gebietskörperschaften) überschreitet oder mehr als 20 % der Gesamtausgaben erreicht. Bei dauerhafter Überschreitung der kritischen Grenzen können Staaten in eine Staatskrise geraten. Einseitige Exportabhängigkeiten, strukturelle Exportschwächen oder geringe Wettbewerbsfähigkeit schränken die Exportfähigkeit ein und erhöhen tendenziell die Schuldendienstquote. Bei geringer Exportdynamik wirkt sich der Schuldendienst nachteilig aus, weil immer mehr Exporterlöse für die Bezahlung von Zins und Tilgung herangezogen werden müssen.
Einer negativen Entwicklung des Schuldendienstdeckungsgrads kann bei Staaten und ihren Gebietskörperschaften meist nur mit einer strikten Haushaltsdisziplin im Bereich der Ausgaben begegnet werden (Austeritätspolitik).

### Zinslastquote
Die Zinslastquote oder der Zinsdeckungsgrad gibt das Verhältnis von Zinszahlungen (nur Zins, keine Tilgung) zu den Exporterlösen eines Landes an. Hierbei wird unterstellt, dass das Land fällige Schulden durch neue Schulden tilgen kann und daher die Exporterlöse nur zur Finanzierung der Zinsen verwendet werden.
{\displaystyle {\mbox{Zinslastquote}}={\frac {\mbox{Zinsaufwendungen}}{\mbox{Exporterlöse}}}}
Die Zinslastquote kann stärkeren Veränderungen unterworfen sein, da sich das Volumen kurzfristiger Schulden schnell verändern kann und zudem die meist variablen Schuldzinsen großen Marktschwankungen unterliegen können. Kritisch ist die Situation, wenn der Zins- und Tilgungsdienst 20 % bis 25 % der dauerhaft erzielbaren Exporterlöse überschreitet. Die budgetäre Zinslastquote bezieht sich auf die Ausgaben des öffentlichen Gesamthaushalts, während sich die gesamtwirtschaftliche Zinslastquote aus der Gegenüberstellung der Zinsaufwendungen mit dem Bruttoinlandsprodukt ergibt. Exportorientierte Staaten können sich wegen der Exportdynamik höhere Zinszahlungen leisten als Staaten, die eine zyklische oder einseitig strukturierte Exportwirtschaft aufweisen.

### Kennzahlen auf kommunaler Ebene
Im Rahmen der kommunalen Jahresabschlussanalyse wird eine Vielzahl von gemeindetypischen Kennzahlen ermittelt, mit deren Hilfe die wirtschaftliche Lage von Gemeinden ermittelt werden kann. Dabei gibt der kommunale Schuldendienstdeckungsgrad an, inwieweit die für Schulden aufzubringenden Zinsen und Tilgungen von der Kommune aus ihren Gesamteinnahmen bezahlt werden können.
{\displaystyle {\text{Schuldendienstdeckungsgrad}}={\frac {\text{Zinsaufwand + Tilgungsausgaben}}{\text{Gesamteinnahmen}}}}

## Schuldenkennzahlen bei Unternehmen
Der Verschuldungsgrad gibt das Verhältnis zwischen dem bilanziellen Fremdkapital und dem Eigenkapital eines Unternehmens an. Je höher der Verschuldungsgrad, desto abhängiger wird ein Unternehmen von externen Gläubigern. Ein hoher Verschuldungsgrad erhöht die Risiken der Kreditgeber, weil deren Haftungsmasse des im Eigenkapital gebundenen Vermögens im Zweifel nicht ausreichen wird, um in der Insolvenz des Schuldners das Fremdkapital vollständig zurückzuzahlen. Beim Unternehmen selbst erhöht ein hoher Verschuldungsgrad den für Schulden zu leistenden Zinsaufwand.
Der Zinsaufwand wiederum belastet als Aufwand die Gewinn- und Verlustrechnung und als Ausgabe die Liquidität eines Unternehmens. Eigenkapitalstarke Unternehmen haben einen geringeren Zinsaufwand zu tragen als vergleichbare eigenkapitalschwache. Erhöhungen des Zinsniveaus wirken sich deshalb bei eigenkapitalschwachen Unternehmen deutlich negativer aus als bei eigenkapitalstarken (Leverage-Effekt). Das gilt entsprechend auch für die Erhöhung der Schulden. Die KfW Bankengruppe hat ermittelt, dass die Zinsdeckungsquote deutscher Unternehmen im Vergleich zur europäischen Konkurrenz relativ hoch ist, worin der relative Eigenkapitalmangel zum Ausdruck kommt. Aber auch der Schuldner selbst zieht die Zinslastquote neben anderen Kennzahlen zu Rate, wenn er etwa Investitionsentscheidungen zu treffen hat. Danach ist empirisch erwiesen, dass Unternehmen mit einer hohen Zinslastquote zugleich niedrigere Investitionsquoten aufweisen, weil der Schuldendienst einen starken Einfluss auf die Investitionstätigkeit ausübt.
{\displaystyle {\text{Zinsdeckungsgrad}}={\frac {\text{Cashflow  (oder EBIT)}}{\text{Zinsaufwendungen}}}}
Der Cashflow reflektiert die aus dem jährlichen Umsatzprozess generierten Einnahmen, die auch zur Schuldenbedienung herangezogen werden können. Neben dem Zinsaufwand müssen auch Tilgungsleistungen aus dem Cashflow aufgebracht werden. Um diese zu berücksichtigen, werden die Summe aller Verbindlichkeiten und der Zins- und Tilgungsdienst (Kapitaldienst) jeweils ins Verhältnis zum Cashflow gesetzt, um die Schuldentragfähigkeit eines Unternehmens zu ermitteln. Kritisch ist die Schuldensituation für Unternehmen – branchenabhängig – dann, wenn die Verbindlichkeiten über 400 % des Cashflow oder der Schuldendienst mehr als 50 % des Cashflow übersteigen. Werden diese Grenzen nicht nur temporär überschritten, befindet sich ein Unternehmen in einer Unternehmenskrise.

## Schuldenkennzahlen bei Privathaushalten
Der IWF empfiehlt bei Privathaushalten seit 2004 die Ermittlung der Schuldendienstquote im Verhältnis zum Einkommen. Maßgeblicher Bezugswert ist das verfügbare jährliche Netto-Einkommen, weil die im Brutto-Einkommen vorhandenen Steuern und Abgaben dem Privathaushalt nicht zur Verfügung stehen. Vom verfügbaren Netto-Einkommen sind Fixkosten (Miete und Nebenkosten, Versicherungsprämien, Leasinggebühren, Abonnementkosten), Energiekosten und die übrigen Lebenshaltungskosten abzuziehen:
```
   verfügbares Netto-Einkommen
   - Miete und Nebenkosten
   - Versicherungsprämien
   - Leasinggebühren
   - Energiekosten
   - übrige Lebenshaltungskosten
   = Netto-Einkommen vor Schuldendienst
   - Schuldendienst
   = Netto-Einkommen (frei verfügbar)
```

Das Netto-Einkommen findet sich in folgender Formel als Nenner:
{\displaystyle {\mbox{Schuldendienstdeckungsgrad}}={\frac {\mbox{Zinsaufwand + Tilgung}}{\mbox{Netto-Einkommen vor Schuldendienst}}}}
Der Schuldendienstdeckungsgrad verschlechtert sich, wenn neue Kredite aufgenommen werden oder sich das Zinsniveau (bei variablem Kreditzins) erhöht oder das Netto-Einkommen (etwa durch Arbeitslosigkeit) sinkt.
In einigen Staaten erreichte der OECD zufolge die Schuldendienstquote weniger als 25 % des Einkommens der Privathaushalte, in den USA lag die Schuldendienstquote im Jahre 2013 bei lediglich 10 %. Diese Quoten verhindern weitgehend Finanzierungsrisiken, die auf der Ausgabenseite zusätzlich auch aus einer Erhöhung des Preisniveaus für die Lebenshaltung entstehen können. Übersteigt die Schuldendienstquote 40 %, so ergeben sich für den Privathaushalt erhebliche Finanzierungsrisiken, die zu Zahlungsunfähigkeit, Überschuldung, Kreditkündigung und letztlich zur Privatinsolvenz führen können. Ein privater Schuldner gilt als verwundbar, wenn er für den Kapitaldienst aller Kredite mehr als 40 % seines monatlichen Brutto-Einkommens aufwenden muss. Auf die Netto-Einkommen in den USA (Deutschland; siehe Abgabenquote) umgerechnet, liegt die Quote bei etwa 29 % (26 %).
Rund 45 % der deutschen Privathaushalte waren im Jahre 2014 verschuldet, etwa 22 % aller deutschen Haushalte besitzen Immobilienfinanzierungen. Etwa 60 % der Haushalte verwendeten weniger als 20 % ihres Netto-Einkommens für Zinsen und Tilgung, weniger als 10 % der Haushalte verwendeten mehr als 50 % ihres Einkommens, im Durchschnitt liegt die Quote bei 20 %.

## Auswirkungen
Schuldenkennzahlen können Bestandteil von Anleihebedingungen oder Kreditverträgen im Rahmen der Covenants sein. Dabei verpflichtet sich der Schuldner gegenüber seinen Gläubigern, eine bestimmte vertraglich festgelegte Obergrenze einer bestimmten Schuldenkennzahl nicht zu überschreiten. Kommt es zur Überschreitung der Obergrenze, so liegt eine Vertragsverletzung (Covenant breach) vor, die zunächst meistens eine Heilungsperiode (remedy/grace period) zur Folge hat, die dem Kreditnehmer die nachträgliche Erfüllung der vorgegebenen Kennzahlen ermöglichen soll. Gelingt dies jedoch weiterhin nicht, wird eine höhere Kreditmarge oder gar ein außerordentliches Kündigungsrecht des Gläubigers ausgelöst.